# Nordic Opening 2010-2011
Navigation
2012
La 1re édition du Nordic Opening s'est déroulée du 26 novembre 2010 au 28 novembre 2010. Cette compétition est intégrée à la coupe du monde de ski de fond 2010-2011 et est organisée par la Fédération internationale de ski. Les trois étapes de ce "mini-tour" sont disputées à Kuusamo en Finlande. 

## Informations
Le vainqueur du classement général marque 200 points et les vainqueurs d'étapes marquent 50 points soit la moitié des points normalement attribués pour une victoire dans une étape de la Coupe du monde. 
| Place  | 1   | 2   | 3   | 4   | 5  | 6  | 7  | 8  | 9  | 10 | 11 | 12 | 13 | 14 | 15 | 16 | 17 | 18 | 19 | 20 | 21 | 22 | 23 | 24 | 25 | 26 | 27 | 28 | 29 | 30 |
| ------ | --- | --- | --- | --- | -- | -- | -- | -- | -- | -- | -- | -- | -- | -- | -- | -- | -- | -- | -- | -- | -- | -- | -- | -- | -- | -- | -- | -- | -- | -- |
| Points | 200 | 160 | 120 | 100 | 90 | 80 | 72 | 64 | 58 | 52 | 48 | 44 | 40 | 36 | 32 | 30 | 28 | 26 | 24 | 22 | 20 | 18 | 16 | 14 | 12 | 10 | 8  | 6  | 4  | 2  |

| Place  | 1  | 2  | 3  | 4  | 5  | 6  | 7  | 8  | 9  | 10 | 11 | 12 | 13 | 14 | 15 | 16 | 17 | 18 | 19 | 20 | 21 | 22 | 23 | 24 | 25 | 26 | 27 | 28 | 29 | 30 |
| ------ | -- | -- | -- | -- | -- | -- | -- | -- | -- | -- | -- | -- | -- | -- | -- | -- | -- | -- | -- | -- | -- | -- | -- | -- | -- | -- | -- | -- | -- | -- |
| Points | 50 | 46 | 43 | 40 | 37 | 34 | 32 | 30 | 28 | 26 | 24 | 22 | 20 | 18 | 16 | 15 | 14 | 13 | 12 | 11 | 10 | 9  | 8  | 7  | 6  | 5  | 4  | 3  | 2  | 1  |

Il y a donc un maximum de 350 points qui peuvent être marqués si un concurrent gagne toutes les étapes et le classement général.

## Classements finals
| Rang | Nom                | Temps             |
| ---- | ------------------ | ----------------- |
| 1    | Alexander Legkov   | 1 h 05 min 17 s 1 |
| 2    | Dario Cologna      | +10 s 1           |
| 3    | Daniel Richardsson | +14 s 2           |
| 4    | Marcus Hellner     | +20 s 1           |
| 5    | Maxim Vylegzhanin  | +22 s 7           |
| 6    | Ilia Chernousov    | +25 s 0           |
| 7    | Johan Olsson       | +28 s 4           |
| 8    | Petr Sedov         | +29 s 4           |
| 9    | Lukáš Bauer        | +29 s 8           |
| 10   | Devon Kershaw      | +30 s 3           |

| Rang | Nom               | Temps         |
| ---- | ----------------- | ------------- |
| 1    | Marit Bjørgen     | 44 min 34 s 3 |
| 2    | Justyna Kowalczyk | +33 s 6       |
| 3    | Charlotte Kalla   | +45 s 7       |
| 4    | Nicole Fessel     | +1 min 19 s 3 |
| 5    | Yulia Tchekaleva  | +1 min 21 s 1 |
| 6    | Vibeke Skofterud  | +1 min 25 s 5 |
| 7    | Petra Majdic      | +1 min 30 s 6 |
| 8    | Marianna Longa    | +1 min 38 s 1 |
| 9    | Arianna Follis    | +1 min 54 s 6 |
| 10   | Therese Johaug    | +1 min 58 s 6 |

## Évolution des classements

### Hommes
| Étape                                                 | Lieu                                                  | Épreuve                                               | Date                                                  | Vainqueur                                             | Deuxième                                              | Troisième                                             | Leader du classement général                          |                                                       |
| Nordic Opening (26 novembre 2010 au 28 novembre 2010) | Nordic Opening (26 novembre 2010 au 28 novembre 2010) | Nordic Opening (26 novembre 2010 au 28 novembre 2010) | Nordic Opening (26 novembre 2010 au 28 novembre 2010) | Nordic Opening (26 novembre 2010 au 28 novembre 2010) | Nordic Opening (26 novembre 2010 au 28 novembre 2010) | Nordic Opening (26 novembre 2010 au 28 novembre 2010) | Nordic Opening (26 novembre 2010 au 28 novembre 2010) | Nordic Opening (26 novembre 2010 au 28 novembre 2010) |
| ----------------------------------------------------- | ----------------------------------------------------- | ----------------------------------------------------- | ----------------------------------------------------- | ----------------------------------------------------- | ----------------------------------------------------- | ----------------------------------------------------- | ----------------------------------------------------- | ----------------------------------------------------- |
| 1                                                     | Kuusamo                                               | Sprint style classique                                | 26 novembre 2010                                      | John Kristian Dahl                                    | Alexey Poltoranin                                     | Sami Jauhojärvi                                       | John Kristian Dahl                                    |                                                       |
| 2                                                     | Kuusamo                                               | 10 km classique                                       | 27 novembre 2010                                      | Dario Cologna                                         | Alexander Legkov                                      | Daniel Richardsson                                    | Emil Jönsson                                          |                                                       |
| 3                                                     | Kuusamo                                               | 15 km libre avec handicap                             | 28 novembre 2010                                      | Lukáš Bauer                                           | Ilia Chernousov                                       | Marcus Hellner                                        | Alexander Legkov                                      |                                                       |

### Femmes
| Étape                                                 | Lieu                                                  | Épreuve                                               | Date                                                  | Vainqueur                                             | Deuxième                                              | Troisième                                             | Leader du classement général                          |                                                       |
| Nordic Opening (26 novembre 2010 au 28 novembre 2010) | Nordic Opening (26 novembre 2010 au 28 novembre 2010) | Nordic Opening (26 novembre 2010 au 28 novembre 2010) | Nordic Opening (26 novembre 2010 au 28 novembre 2010) | Nordic Opening (26 novembre 2010 au 28 novembre 2010) | Nordic Opening (26 novembre 2010 au 28 novembre 2010) | Nordic Opening (26 novembre 2010 au 28 novembre 2010) | Nordic Opening (26 novembre 2010 au 28 novembre 2010) | Nordic Opening (26 novembre 2010 au 28 novembre 2010) |
| ----------------------------------------------------- | ----------------------------------------------------- | ----------------------------------------------------- | ----------------------------------------------------- | ----------------------------------------------------- | ----------------------------------------------------- | ----------------------------------------------------- | ----------------------------------------------------- | ----------------------------------------------------- |
| 1                                                     | Kuusamo                                               | Sprint style classique                                | 26 novembre 2010                                      | Marit Bjørgen                                         | Petra Majdic                                          | Astrid Jacobsen                                       | Marit Bjørgen                                         |                                                       |
| 2                                                     | Kuusamo                                               | 5 km classique                                        | 27 novembre 2010                                      | Marit Bjørgen                                         | Justyna Kowalczyk                                     | Petra Majdic                                          | Marit Bjørgen                                         |                                                       |
| 3                                                     | Kuusamo                                               | 10 km libre avec handicap                             | 28 novembre 2010                                      | Therese Johaug                                        | Nicole Fessel                                         | Justyna Kowalczyk                                     | Marit Bjørgen                                         |                                                       |